# Долги гръм
Долги гръм, Коларица или Света Неделя (на македонска литературна норма: Долги Грм, Коларица, Света Недела) е археологически обект, римска вила рустика край положкото село Слатино, Северна Македония.

## Местоположение
Местността е на 2,5 km югоизточно от Слатино, на пътя за Ратае.

## Описание
Археологически разкопки в 1953/1954 година разкриват в Долги гръм качествено изграден обект с 4 стаи, едната от които с префурниум и хипокаустна конструкция под пода, както и отводнителен канал. Вероятно става въпрос за луксозна баня със следи от декорация на стените в богата селска вила (вила рустика). Намерени са добре и грубо обработени съдове, две геми и строителен материал.